# گلزار ایران
گلزار ایران نام یکی از مطبوعات استان فارس در دوران پهلوی اول است.
این روزنامه از سال ۱۳۰۹ خورشیدی به وسیله عباس حکیم‌معانی، در شیراز به چاپ رسیده است.